# Лагергрен, Эмели
Эмели Лагергрен (швед. Emelie Lagergren, девичья фамилия Гемзелл — швед. Gemzell) — шведская актриса, которая снималась в кино, играла роли в театральных и радиопостановках. С 1957 года была замужем за актёром Оке Лагергреном до его смерти в 1999 году. Проживает в Лидингё. Многие годы играет как для детей, так и для взрослых. Была членом и творческим участником театральной труппы Glädje & Sorg, которая много лет играла в школах Стокгольма.

## Фильмография
- 1961 — Ljuva ungdomstid[швед.]
- 1965 — Påsk
- 1966 — En småstad vid seklets början[швед.]
- 1975 — Tjocka släkten[швед.]
- 1976 — Близко и далеко[швед.]
- 1977 — Tjejerna gör uppror[швед.]
- 1985 — Korset[швед.]
- 1993 — Pariserhjulet[англ.]
- 2016 — Full patte[швед.]

## Роли в театре
- «Покажи мне путь» (швед. «Visa mig vägen», музыкальная пьеса Герда Йонзона и Ингрид Иден-Сандгрен[швед.]). — Святая Биргитта[5][6]

### Riksteatern
- «Perrichons resa» (швед.) (пьеса Эжена Лабиша «Le Voyage de monsieur Perrichon[фр.]»). Режиссёр: Пер Эдстрем[швед.]

### Marsyasteatern[швед.]
- «Aria da Capo» (швед.)[7]. Режиссёр: C. O. Mellander[8] — Colombine[8][9]
- «Месть правды» (швед. «Sanningens hämnd», пьеса Карен Бликсен). — главная роль[10]
- «Tillfället» (швед.)[11]
- «Свобода для Клеменса» (швед. «Frihet för Clemens», пьеса Танкреда Дорста[нем.]). Режиссёр: Кристиан Лунд[швед.][12]

## Роли в радиопостановках и озвучивание книг
- «Город моей мечты» (швед. «Mina drömmars stad», роман Пера Андерса Фогельстрёма[швед.]). Режиссёр: Пер Эдстрем[швед.][13][14]
- «Gumman som blev liten som en tesked» (швед.) (книга Альфа Пройсена).[15]